# Air Moorea
Air Moorea war eine regionale Fluggesellschaft, die im Jahr 1968 als Tochterunternehmen der Réseau Aérien Interinsulaire (RAI) gegründet wurde. Air Moorea führte hauptsächlich Shuttle-Flüge vom Faa’a International Airport in Papeete zum Temae Airport in Moorea durch. Daneben bot die Gesellschaft auch Bedarfsflüge zu weiter entfernten Inseln im Archipel Französisch-Polynesien an. Im Jahre 2010 stellte die Gesellschaft den Betrieb ein.

## Flotte

### Flotte bei Betriebseinstellung

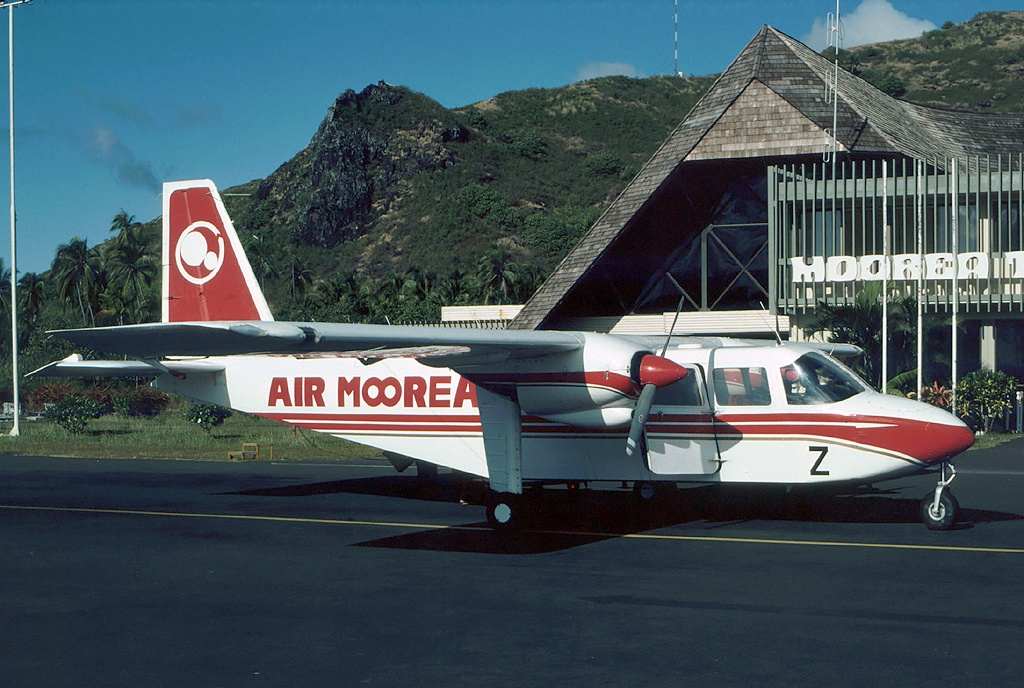
Britten-Norman BN-2 Islander der Air Moorea, 1988

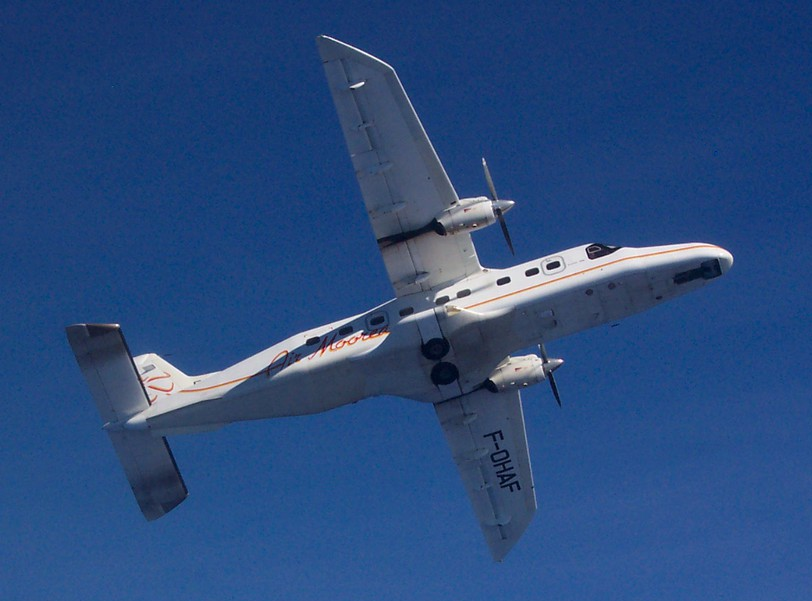
Dornier 228 der Air Moorea, 2004

Mit Stand September 2010 bestand die Flotte der Air Moorea aus vier de Havilland Canada DHC-6-300 Twin Otter.

### Zuvor eingesetzte Flugzeuge
Vor ihrer Betriebseinstellung nutzte Air Moorea auch folgende Flugzeugtypen:
- Britten-Norman BN-2 Islander
- Dornier 228

## Zwischenfälle
- Am 9. August 2007 stürzte eine DHC-6 Twin Otter auf dem Air-Moorea-Flug 1121 kurz nach dem Start vom Flugplatz Moorea ins Meer. Die Maschine war auf dem Weg zur Nachbarinsel Tahiti. Dieser Flug dauert normalerweise nur wenige Minuten. Alle 20 Passagiere starben, unter ihnen auch zwei Beamte der europäischen Kommission.[4]